# 網野子峠
網野子峠（あみのことうげ）は、鹿児島県奄美市と大島郡瀬戸内町を結ぶ国道58号の峠部分の俗称。

## 地理
峠の標高は360m。カーブが36ヶ所、坂の最大急勾配は10％である。県道や国道が整備される以前、奄美大島では北から順に長雲峠、本茶峠、朝戸峠、和瀬峠、三太郎峠、網野子峠、地頭峠と並ぶ南北に伸びる尾根筋を中心に尾根筋から集落へと通じる切通しが整備されていた。現在は、国道58号のルートから外れた長雲峠を除いてバイパス道路が整備されているが、網野子峠は2015年（平成27年）3月の網野子バイパス開通まで同国道の本島部分で唯一トンネルが整備されていなかった。

## 歴史
1943年（昭和18年）3月6日 名瀬から古仁屋までの県道が国道特38号線に制定され、網野子峠もその一部となる。戦後、奄美大島が日本復帰を果たすと、旧国道特38号線は国道58号として制定された。
2012年（平成24年）12月26日にこの峠を下を貫く網野子バイパスの網野子トンネルが貫通し、2015年（平成27年）3月22日より供用開始された。

## ギャラリー

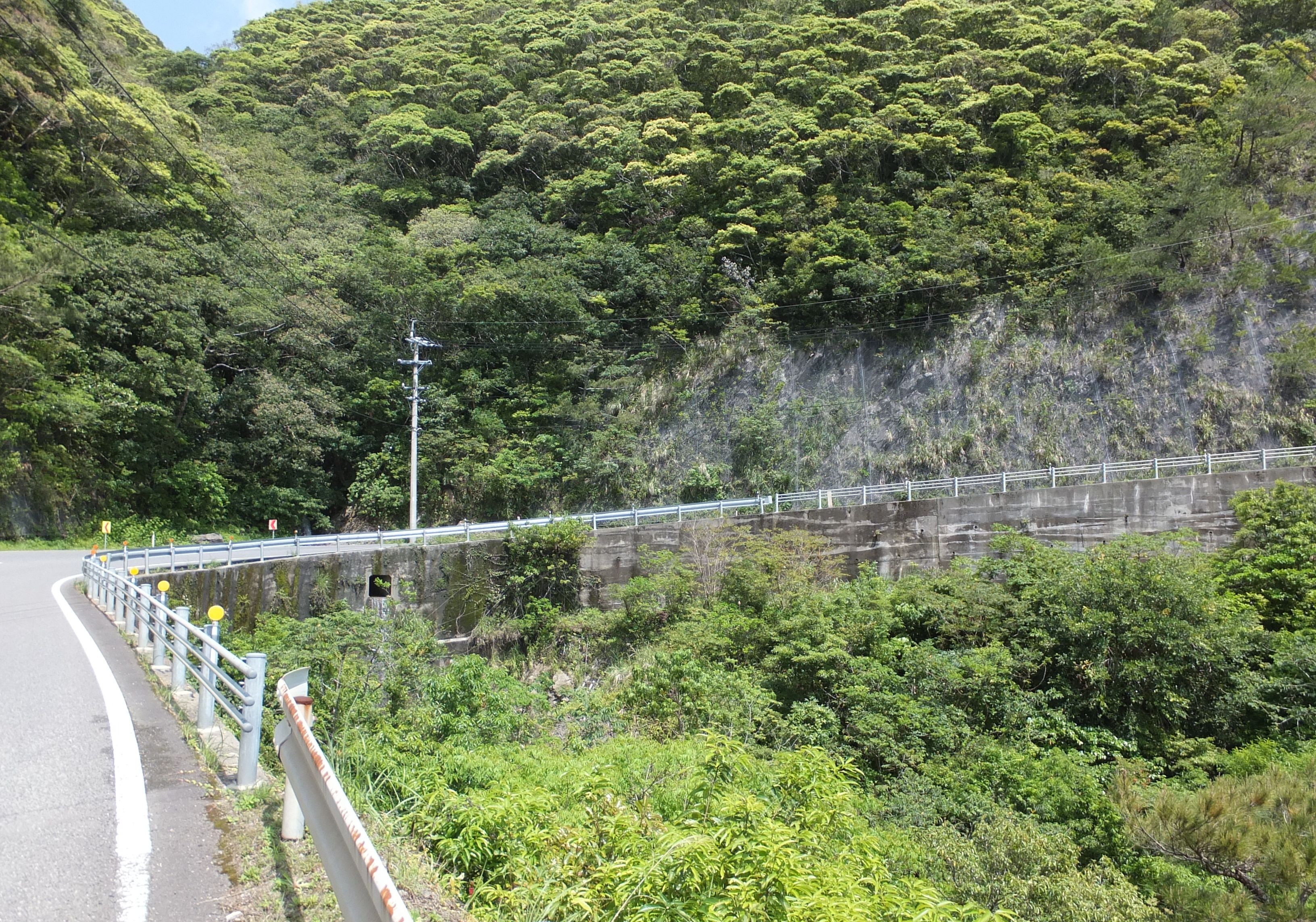
網野子峠（瀬戸内町）
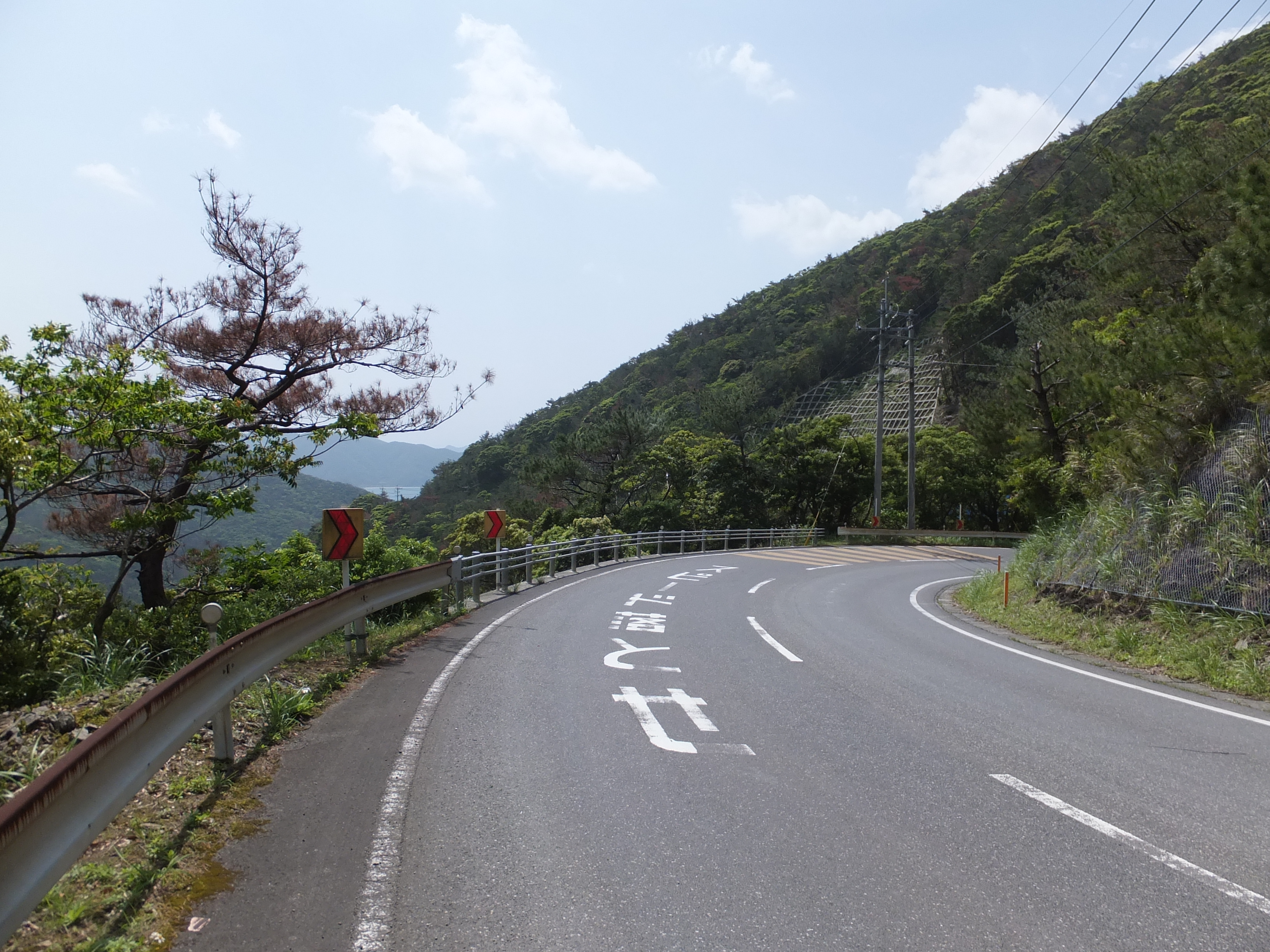
網野子峠（古仁屋方面）
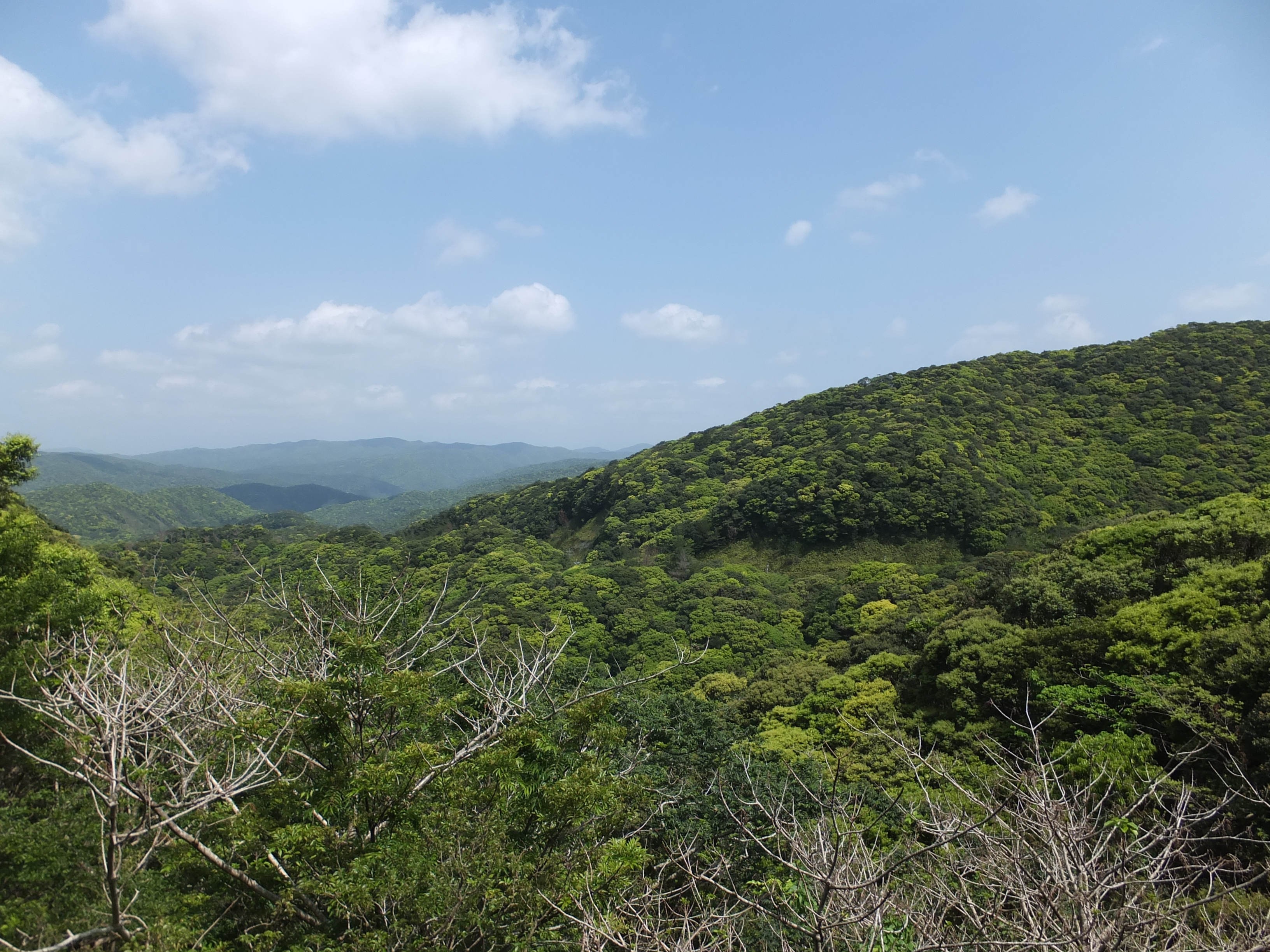
網野子峠（名瀬方面）
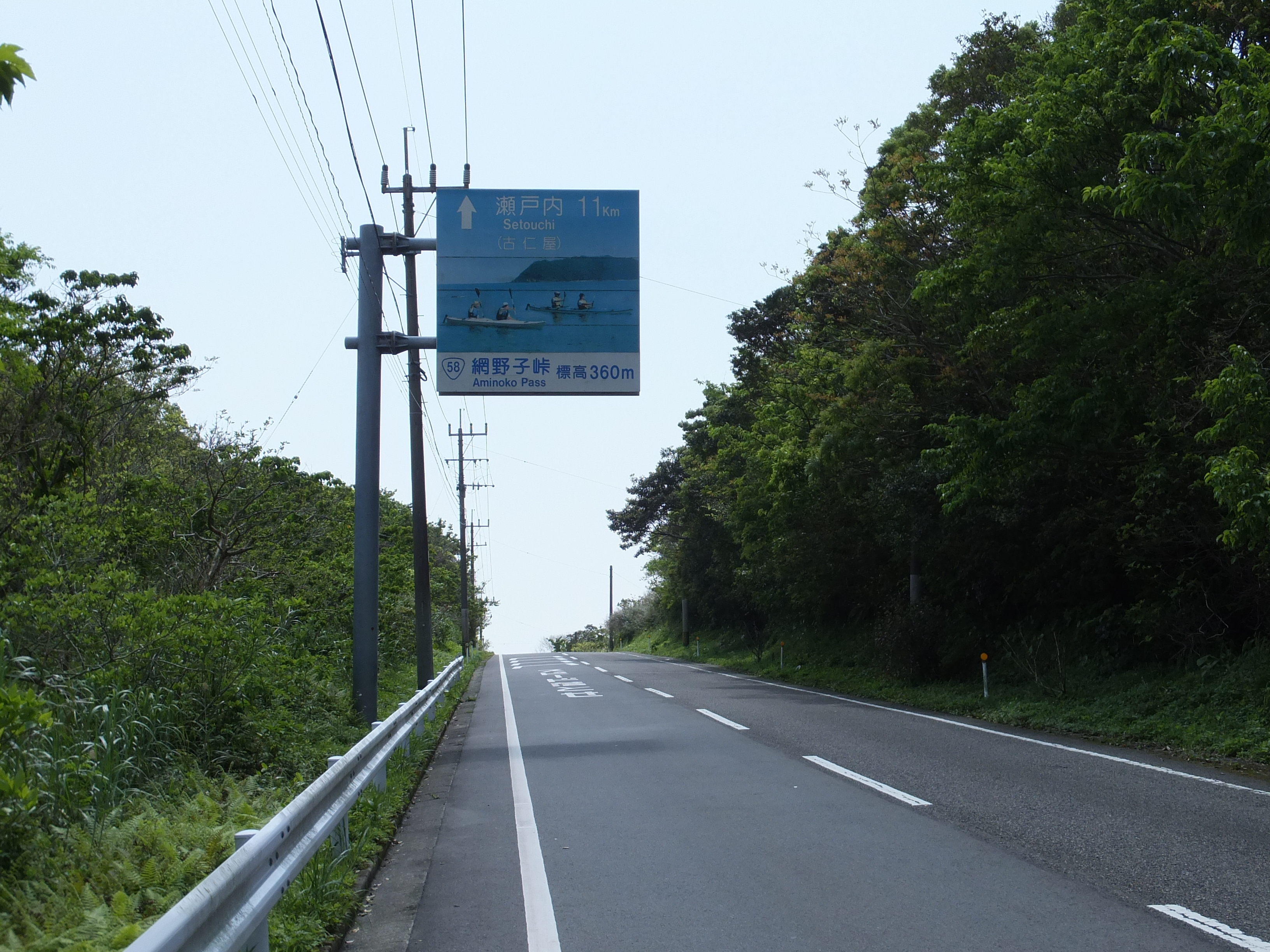
峠頂上付近